# Nils Andersson (Schwimmer)
Nils Gustaf Andersson (* 24. Oktober 1889 in Stockholm; † 2. September 1973 ebenda) war ein schwedischer Schwimmer.
Andersson war Mitglied des Stockholmer Schwimmvereins Stockholms KK. 1912 nahm er an den Olympischen Sommerspielen 1912 im heimischen Stockholm teil und ging in den beiden Wettbewerben über 200 Meter Brust und 400 Meter Brust an den Start und schied jeweils als Drittplatzierter in den Vorläufen aus.